# CD34

CD34 — мембранный белок, молекула межклеточной адгезии (сцепления между клетками), играющая роль на ранних этапах кроветворения. CD34 опосредует связывание стволовых клеток с внеклеточным матриксом костного мозга или напрямую со стромальными клетками. Служит белковым скаффолдом (каркасом) для присоединения специфичных гликанов, который позволяет стволовым клеткам прикрепляться к лектинам, вырабатываемыми клетками стромы или другими компонентами костного мозга. Кроме этого, высокогликозилированный CD34 предоставляет углеводные лиганды для селектинов.

## Структура
CD34 состоит из 385 аминокислот, обладает высоким уровнем гликозилирования. Содержит единственный трансмембранный фрагмент. Может быть фосфорилирован под действием PKC. 

## См.также
- Кластер дифференцировки